# Овруч (таможенный пост)

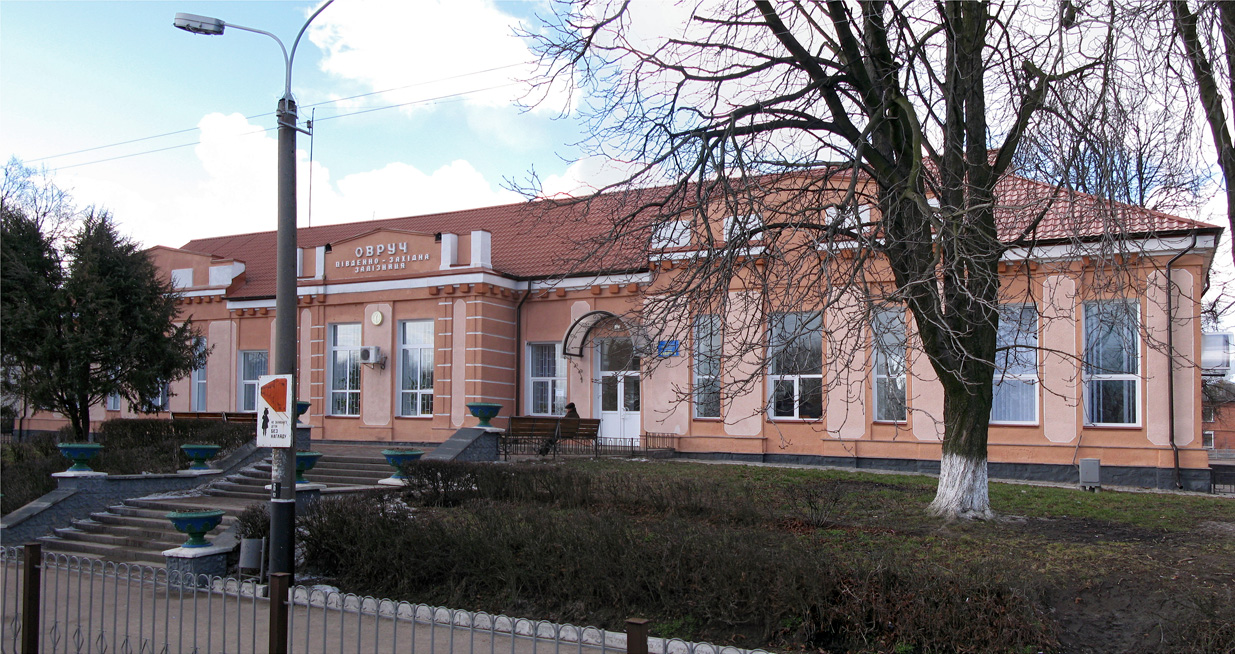

Овруч — обустроенный пункт контроля на государственной границе Украины на границе с Беларусью, структурное подразделение Житомирской таможни Государственной фискальной службы Украины. 

## Описание
Расположен в городе Овруч Коростенского района Житомирской области, на железнодорожной станции Овруч в одноименном городе на железнодорожном отрезке Овруч — Калинковичи (Беларусь). Расстояние до государственной границы с Белоруссией — 40 км.
Вид пункта контроля — железнодорожный. Статус пункта пропуска — международный, круглосуточный.
Характер перевозок — пассажирский, грузовой.
Кроме радиологического, таможенного и пограничного контроля пункт контроля «Овруч» может осуществлять санитарный и ветеринарный контроль.
Пункт контроля «Овруч» входит в состав таможенного поста «Овруч» Житомирской таможни. Код пункта контроля — 10 102 05 00 (12).

## История
Пункт контроля открыт 27 июля 2007 года.
На пограничной линии Овруч-Беларусь в ноябре 2021 прошли масштабные учения.